# Elassocumella micruropus
Elassocumella micruropus is een zeekommasoort uit de familie van de Nannastacidae. De wetenschappelijke naam van de soort is voor het eerst geldig gepubliceerd in 1943 door Zimmer.